# Pseudosmodingium multifolium
Pseudosmodingium multifolium är en sumakväxtart som beskrevs av Joseph Nelson Rose. Pseudosmodingium multifolium ingår i släktet Pseudosmodingium och familjen sumakväxter. Inga underarter finns listade i Catalogue of Life.